# Théophile Seyrig
François Gustave Théophile Seyrig (Berlino, 19 febbraio 1843 – 5 luglio 1923) è stato un ingegnere belga.

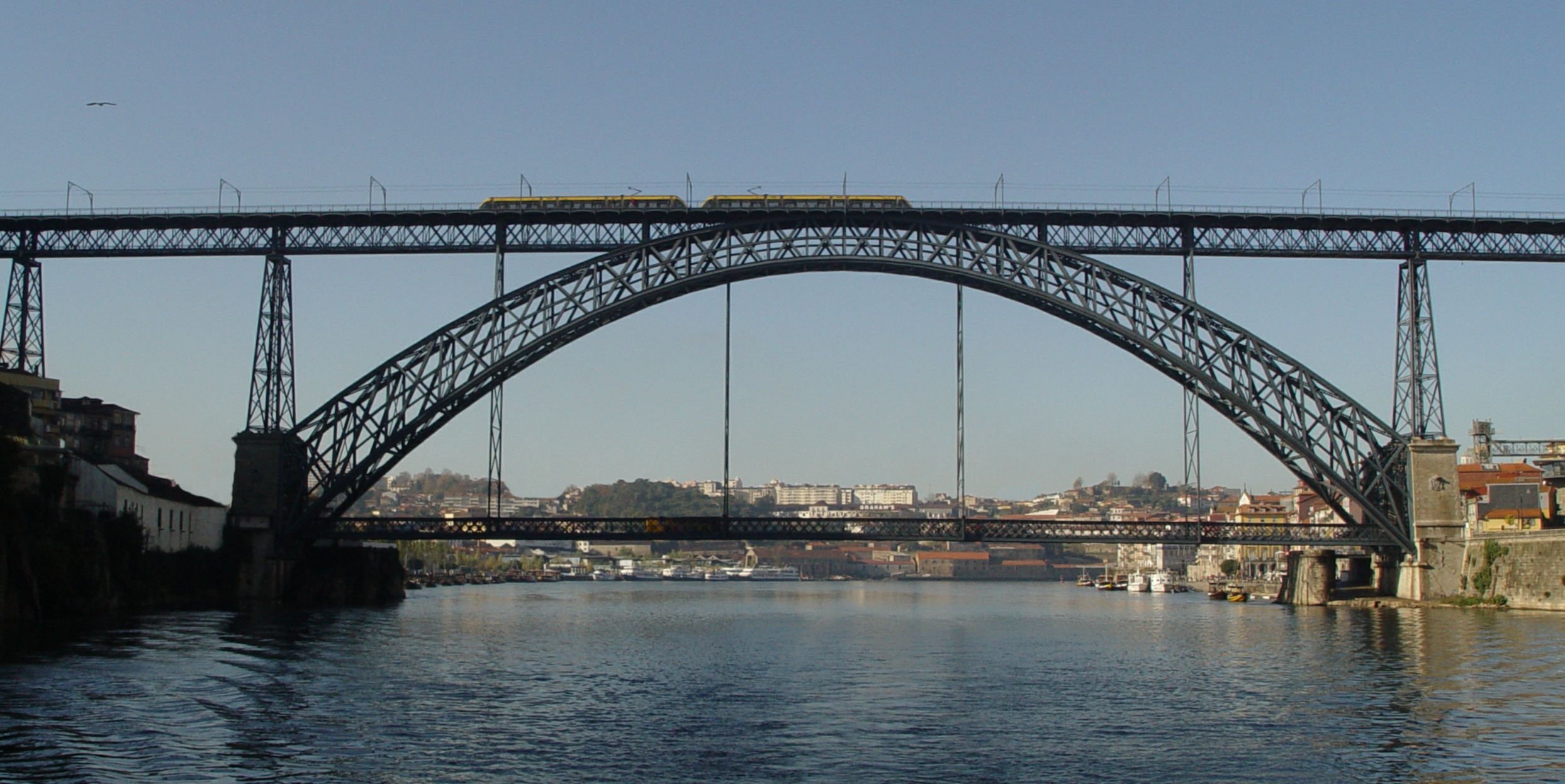
Il Dom Luís, uno dei suoi due ponti ferroviari per la città di Porto

Nel 1869 fondò insieme al celebre Eiffel, suo maestro, la compagnia Eiffel & Co.
Théophile Seyrig è conosciuto per la costruzione di ponti in Portogallo, il primo dei quali è il Maria Pia ultimato nel 1877. In seguito lavorò per la società belga Willebroeck, che vinse la gara per la costruzione del ponte Dom Luís contro il progetto presentato da Eiffel.
Tra le altre opere degne di menzione i viadotti di Neuvial (1868) e di Rouzat (1869) nei pressi di Saint-Bonnet-de-Rochefort (Allier).